# 沃伊科沃村委员会
沃伊科沃村委员会（俄语：Войковский сельсовет）是俄罗斯联邦阿穆尔州康斯坦丁诺夫卡区所属的一个村委员会。其下辖有1个居民点，行政中心为沃伊科沃。据2015年统计，该村委员会的人口为191人。
2015年，沃伊科沃村委员会并入新彼得罗夫卡村委员会。